# Alpenmansschild
Alpenmansschild of Zwitsers mansschild (Androsace alpina) is een soort uit het geslacht mansschild (Androsace).

## Determinatie
Alpenmansschild is een laagblijvende, kussenvormende plant. Tijdens de bloei kunnen de bloemen dusdanig dicht op elkaar groeien dat zij de de bladeren volledig bedekken.

## Ecologie
Alpenmansschild groeit in de alpiene zone van kalkrijke bergen. Vaak is ze aan te treffen in rotsvegetatie op morenes. Vaak groeit ze tussen stenen en puin, soms zelfs boven de sneeuwgrens. Met haar geringe afmetingen en gedrongen voorkomen toont zij een duidelijk aanpassing aan het extreme milieu.